# Elbenia dyscrita
Elbenia dyscrita är en insektsart som beskrevs av Heinrich Hugo Karny 1926. Elbenia dyscrita ingår i släktet Elbenia och familjen vårtbitare. Inga underarter finns listade i Catalogue of Life.